# Kim Conley
Kimberley Frances „Kim“ Conley (* 14. März 1986 in Slough, Vereinigtes Königreich) ist eine ehemalige US-amerikanische Leichtathletin, die sich auf den Langstreckenlauf spezialisiert hat.

## Sportliche Laufbahn
Kim Conley wuchs in Santa Rosa in Kalifornien auf und studierte an der University of California, Davis. Erste internationale Erfahrungen sammelte sie im Jahr 2011, als sie bei den Panamerikanischen Spielen in Guadalajara in 17:00,90 min den sechsten Platz im 5000-Meter-Lauf belegte. Im Jahr darauf nahm sie über diese Distanz an den Olympischen Sommerspielen in London teil und schied dort mit 15:14,48 min im Vorlauf aus. Bei den Crosslauf-Weltmeisterschaften 2013 in Bydgoszcz wurde sie nach 25:45 min 30. im Einzelrennen und im August gelangte sie bei den Weltmeisterschaften in Moskau mit 15:36,58 min im Finale auf den zwölften Platz über 5000 Meter. 2016 nahm sie erneut an den Olympischen Sommerspielen in Rio de Janeiro teil und verpasste dort mit 15:34,39 min den Finaleinzug. 2019 gewann sie bei den Panamerikanischen Spielen in Lima in 15:36,95 min die Bronzemedaille hinter der Mexikanerin Laura Galván und Jessica O’Connell aus Kanada. 2022 beendete sie dann ihre aktive sportliche Karriere im Alter von 36 Jahren.
2014 wurde Conley US-amerikanische Meisterin im 10.000-Meter-Lauf sowie 2015 im Halbmarathon.

## Persönliche Bestleistungen
- 1500 Meter: 4:07,17 min, 17. Mai 2013 in Los Angeles
- 3000 Meter: 8:44,11 min, 14. Juni 2014 in New York City
  - 3000 Meter (Halle): 8:48,35 min, 15. Februar 2014 in New York City
- 5000 Meter: 15:05,20 min, 9. Juni 2019 in Hengelo
  - 5000 Meter (Halle): 15:32,79 min, 24. Februar 2019 in Boston
- 10.000 Meter: 31:35,88 min, 5. Mai 2017 in Palo Alto
- Halbmarathon: 1:09:44 h, 18. Januar 2015 in Houston